# Benjamin Orr
Benjamin Orzechowski známý pod uměleckým jménem Benjamin Orr (8. září 1947 Lakewood, Ohio, USA – 3. října 2000 Atlanta, Georgie) byl americký baskytarista a zpěvák, člen skupiny The Cars.

## Životopis
Narodil se v Lakewoodu v Ohiu. Jeho rodiče měli polské, československé, ruské a německé kořeny. Již v mládí hrál na několik hudebních nástrojů včetně kytary. V Ohiu studoval na škole Valley Forge High School. V roce 1964 se stal členem skupiny Grasshoppers. Později se přestěhoval do Columba v Ohiu, kde se setkal s Ricem Ocasekem, s ním založil skupinu The Cars. Ve skupině se podílel na písních "Drive", "Just what I needed" a "Let's Go". Píseň "Drive" se pak stala nejznámější písní kapely The Cars.

## Nemoc a smrt
V dubnu roku 2000 mu byla diagnostikována rakovina slinivky břišní. Jeho poslední veřejné vystoupení se uskutečnilo 27. září 2000 na koncertě Big People na Aljašce. Dne 3. října 2000 zemřel. Po jeho smrti se skupina The Cars rozpadla, ale v roce 2011 začala skupina znovu koncertovat.